# Аткінсон (Північна Кароліна)
Аткінсон (англ. Atkinson) — місто (англ. town) в США, в окрузі Пендер штату Північна Кароліна. Населення — 296 осіб (2020).

## Географія
Аткінсон розташований за координатами 34°31′39″ пн. ш. 78°10′11″ зх. д. / 34.52750° пн. ш. 78.16972° зх. д. (34.527458, -78.169709).  За даними Бюро перепису населення США в 2010 році місто мало площу 2,56 км², уся площа — суходіл.

## Демографія
Згідно з переписом 2010 року, у місті мешкало 299 осіб у 119 домогосподарствах у складі 79 родин. Густота населення становила 117 осіб/км².  Було 142 помешкання (55/км²).
Расовий склад населення:
| - 84,6 % — білих - 7,7 % — чорних або афроамериканців - 7,0 % — осіб інших рас |

До двох чи більше рас належало 0,7 %. Частка іспаномовних становила 9,4 % від усіх жителів.
За віковим діапазоном населення розподілялося таким чином: 26,8 % — особи молодші 18 років, 53,8 % — особи у віці 18—64 років, 19,4 % — особи у віці 65 років та старші. Медіана віку мешканця становила 41,9 року. На 100 осіб жіночої статі у місті припадало 92,9 чоловіків;  на 100 жінок у віці від 18 років та старших — 90,4 чоловіків також старших 18 років.
Середній дохід на одне домашнє господарство  становив 49 133 долари США (медіана — 38 750), а середній дохід на одну сім'ю — 63 553 долари (медіана — 50 833). Медіана доходів становила 39 375 доларів для чоловіків та 27 639 доларів для жінок. За межею бідності перебувало 15,9 % осіб, у тому числі 12,3 % дітей у віці до 18 років та 17,8 % осіб у віці 65 років та старших.
Цивільне працевлаштоване населення становило 136 осіб. Основні галузі зайнятості: освіта, охорона здоров'я та соціальна допомога — 39,7 %, виробництво — 11,8 %, роздрібна торгівля — 10,3 %.